# 9 Brygada WOP
9 Brygada Wojsk Ochrony Pogranicza – zlikwidowany związek taktyczny Wojsk Ochrony Pogranicza pełniąca służbę na granicy polsko-niemieckiej.

## Formowanie i zmiany organizacyjne
9 Brygada WOP JW 1703 potem 3404 sformowana została w 1950 na bazie 10 Brygady Ochrony Pogranicza, na podstawie rozkazu MBP nr 043/org. z 3 czerwca 1950. Nowa numeracja batalionów i brygad weszła w życie 1 stycznia 1951. Sztab brygady stacjonował w Krośnie Odrzańskim.
Zgodnie z etatem czasu „P” nr 352/17, na dzień 1 listopada 1954 brygada liczyła 2387 żołnierzy, a etat czasu „W” nr 0352/14 przewidywał 3271 żołnierzy.
W 1956 Brygada przyjęła od 12 Brygady WOP w Szczecinie 121 batalion WOP Mieszkowice. Jednocześnie rozformowano 94 batalion WOP Słońsk. Batalion WOP Mieszkowice został rozformowany w 1958. Strażnice rozformowanych batalionów podporządkowano batalionowi WOP w Słubicach.
Zgodnie z etatem czasu „P” nr 352/38, na dzień 1 sierpnia 1957 brygada liczyła 2875 żołnierzy, a etat czasu „W” nr 0352/23 przewidywał 4440 żołnierzy.
9 Brygada WOP została rozformowana w 1 stycznia 1958. Na jej bazie powstała 9 Lubuska Brygada WOP.

## Struktura organizacyjna
W 1950:
- Dowództwo, sztab i pododdziały dowodzenia
- 91 batalion WOP – Tuplice
- 92 batalion WOP – Gubin
- 93 batalion WOP – Słubice
- 94 batalion WOP – Słońsk.

## Dowódcy brygady
- ppłk Zygmunt Tarnawski (18.05.1949–5.07.1951)[8] → oddelegowany do AR
- mjr Kazimierz Posyniak p.o. (od 15.08.1951)
- mjr Adam Broda (30.09.1951–14.12.1953)[8]
- płk Władysław Wąsowicz (15.12.1953–1.07.1956)[8]
- ppłk Longin Wasilewski cz.p.o. (od 30.11.1956)
- płk Stanisław Czesławski.

## Przekształcenia
2 Oddział Ochrony Pogranicza → 2 Poznański Oddział WOP → 10 Brygada Ochrony Pogranicza → 9 Brygada WOP → 9 Lubuska Brygada WOP → Lubuska Brygada WOP → Ośrodek Szkolenia WOP w Krośnie Odrzańskim → Lubuski Oddział Straży Granicznej → Nadodrzański Oddział Straży Granicznej.